# Krzydłowice (przystanek kolejowy)
Krzydłowice – zlikwidowany przystanek kolejowy oraz dawna stacja kolejowa w Krzydłowicach w Polsce, w województwie dolnośląskim, w powiecie polkowickim, w gminie Grębocice.